# Eishockey-Bayernliga 1998/99
Die Eishockey-Bayernliga 1998/99 wurde unter dem Dach des „Bayerischen Eissportverbandes“ (BEV) organisiert, sie ist die höchste Spielklasse des Landesverbandes Bayern. Die Bayernliga war hinter der  2. Liga Süd als fünfthöchste Spielklasse im deutschen Ligensystem eingestuft.

## Saisonverlauf
Die Eishockey-Bayernliga 1998/99 war die einunddreißigste Ausspielung dieser Liga. Meister und Aufsteiger wurde der EHC Memmingen, Vizemeister und Aufsteiger die EA Kempten. Absteiger war der EV Lindau, das Team des ESV Burgau wurde am Ende der Saison vom Spielbetrieb zurückgezogen. Mit Einführung der Bundesliga als zweithöchste Liga wurde die Bayernliga wieder fünftklassig.

### Modus
Es wurde eine Hin- und Rückrunde in zwei Staffeln (West und Ost) gespielt. Die jeweils vier besten Mannschaften jeder Staffel qualifizieren sich für die gemeinsame Meisterrunde.  Die restlichen Teams spielten in einer Abstiegsrunde.  Meister und Vizemeister nahmen an der Aufstiegsrunde zur Regionalliga teil. Die Plätze eins und zwei der Aufstiegsrunde waren für die Regionalliga 1999/2000 qualifiziert. Die zwei Letzten der Abstiegsrunde stiegen direkt in die Landesliga Bayern ab.

## Teilnehmer
Nicht mehr dabei waren die Auf- und Absteiger der Vorsaison. Neu dabei waren die Aufsteiger aus den Landesligen.
| Gruppe West - ESV Burgau - EA Kempten - Höchstadter EC - ERC Lechbruck | Gruppe West - EHC Memmingen - EV Lindau Islanders - EV Fürstenfeldbruck - EHC Königsbrunn (Absteiger) | Gruppe Ost - EV Dingolfing - EV Moosburg - EA Schongau - TSV Trostberg | Gruppe Ost - ERV Schweinfurt (Aufsteiger) - ERSC Ottobrunn (Aufsteiger) - Augsburger EV 1b (Aufsteiger) |

| Gruppe West |                     |    |        |       |
| Pl.         | Verein              | Sp | Tore   | Pkte. |
| 1.          | EA Kempten          | 14 | 127:49 | 26    |
| 2.          | EHC Memmingen       | 14 | 124:43 | 24    |
| 3.          | EA Schongau         | 14 | 63:48  | 16    |
| 4.          | EV Fürstenfeldbruck | 14 | 69:63  | 15    |
| 5.          | ESV Königsbrunn     | 14 | 49:67  | 11    |
| 6.          | ERC Lechbruck       | 14 | 53:82  | 9     |
| 7.          | ESV Burgau          | 14 | 28:101 | 7     |
| 8.          | EV Lindau           | 14 | 51:111 | 4     |

| Abstiegsrunde       |
| Verein              |
| EV Moosburg         |
| TSV Trostberg       |
| ERC Ottobrunn (N)   |
| ESV Königsbrunn (A) |
| ERC Lechbruck       |
| ESV Burgau (R)      |
| EV Lindau           |

- Westbayerischer Meister 1998/99 wurde die EA Kempten,  für die Meisterrunde qualifiziert  Absteiger in die Landesligen

### Meisterrunde
|    | Mannschaft           | Sp | Tore   | Diff. | Pkte |
| -- | -------------------- | -- | ------ | ----- | ---- |
| 1. | EHC Memmingen        | 14 | 91:40  | +51   | 25   |
| 2. | EA Kempten           | 14 | 95:52  | +43   | 21   |
| 3. | Hochstadter EC       | 14 | 63:56  | +7    | 17   |
| 4. | EV Dingolfing        | 14 | 81:63  | +18   | 16   |
| 5. | Augsburger EV 1b (N) | 14 | 64:58  | +6    | 14   |
| 6. | EV Fürstenfeldbruck  | 14 | 49:89  | −40   | 7    |
| 7. | EA Schongau          | 14 | 40:71  | −31   | 7    |
| 8. | ERV Schweinfurt (N)  | 14 | 50:104 | −54   | 5    |

 Meister und Aufstiegsrundenteilnehmer
 Vizemeister und Aufstiegsrundenteilnehmer, (N) = neu in der Liga
- Bayerischer Meister 1998/99 wurde der EHC Memmingen,

## Aufstiegsrunde
An der vom DEB ausgerichteten Aufstiegsrunde zur Regionalliga 1999/2000 nahmen Meister und Vizemeister der Bayernliga,
der Sachsenmeister und der Meister aus der Region Südwest teil.
|    | Mannschaft                   | Sp | Tore  | Diff. | Pkte |
| -- | ---------------------------- | -- | ----- | ----- | ---- |
| 1. | EA Kempten (Bayern 2)        | 6  | 27:20 | +7    | 12   |
| 2. | EHC Memmingen (Bayern 1)     | 6  | 27:20 | +7    | 10   |
| 3. | ESC Dresden (Sachsen)        | 6  | 18:23 | −5    | 8    |
| 4. | Schwenninger ERC 2 (Südwest) | 6  | 18:27 | −9    | 6    |

 Aufsteiger zur Regionalliga 1999/2000